# Algar da Furna do Abrigo
O Algar da Furna do Abrigo é uma gruta portuguesa localizada na freguesia da Candelária, concelho da Madalena do Pico, ilha do Pico, arquipélago dos Açores.
Esta cavidade apresenta uma geomorfologia de origem vulcânica em forma de algar com cone e cratera tendo cerca de 39 m. de profundidade e encontra-se abrangida pela Rede Natura 2000.